# فرناندو گوئررو (بازیکن فوتبال اسپانیا)
فرناندو گوئررو (انگلیسی: Fernando Guerrero؛ زادهٔ ۱ اوت ۲۰۰۱) بازیکن فوتبال اهل اسپانیا است.